# IC 4358
IC 4358 је спирална галаксија у сазвјежђу Дјевица која се налази на листи објеката дубоког неба у Индекс каталогу.
Деклинација објекта је - 10° 9' 2" а ректасцензија 14h 3m 34,1s. Привидна величина (магнитуда) објекта IC 4358 износи 14,2 а фотографска магнитуда 15,0. IC 4358 је још познат и под ознакама MCG -2-36-4, PGC 50092.